# Podział administracyjny Nowej Zelandii
Nowa Zelandia podzielona jest na 16 regionów oraz miasta i okręgi, jeden okręg wydzielony, jedno terytorium autonomiczne oraz terytoria stowarzyszone.

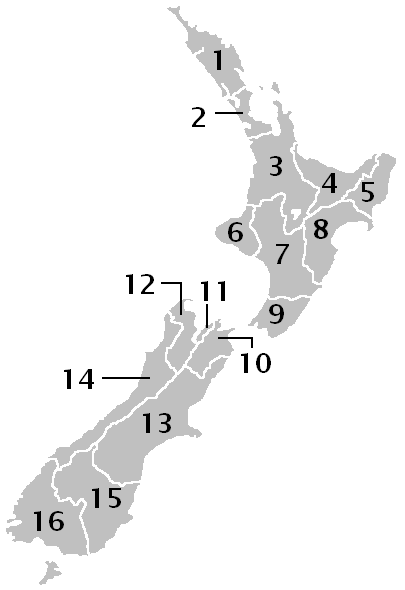
Regiony Nowej Zelandii

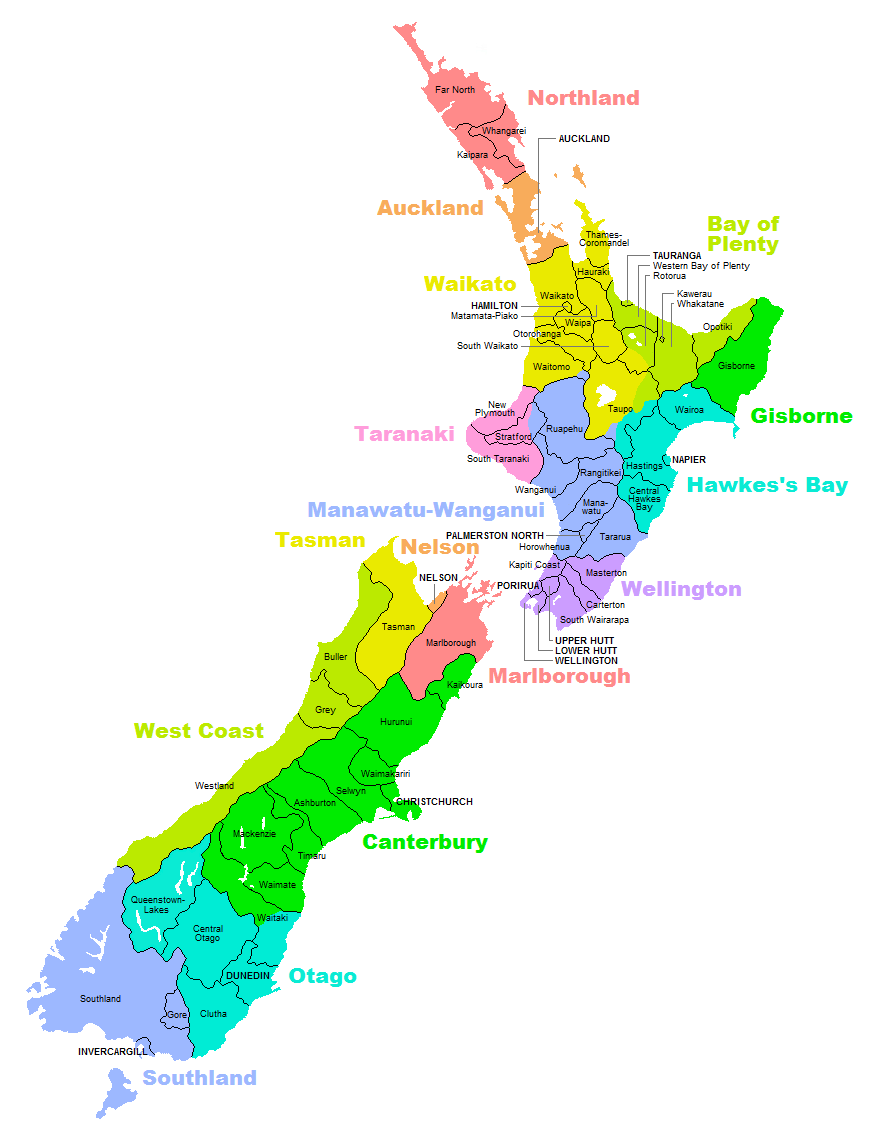
Podział administracyjny Nowej Zelandii

- Regiony:

Wyspa Północna:
- -     - 1 Northland
    - 2 Auckland
    - 3 Waikato
    - 4 Zatoka Obfitości
    - 5 Gisborne
    - 6 Taranaki
    - 7 Manawatu-Wanganui
    - 8 Hawke’s Bay
    - 9 Wellington

Wyspa Południowa:
- -     - 10 Marlborough
    - 11 Nelson
    - 12 Tasman
    - 13 Canterbury
    - 14 West Coast
    - 15 Otago
    - 16 Southland

Okręg wydzielony:
- -  Wyspy Chatham

Terytoria zależne:
- Dependencja Rossa
- Niue
- Tokelau
- Wyspy Cooka